# Dėl tavęs
Dėl tavęs è un singolo della cantante lituana Jessica Shy, pubblicato il 19 gennaio 2023 come secondo estratto dal secondo album in studio Pasaka.
È stato riconosciuto con il M.A.M.A. Top 40 e ha ricavato due nomination agli annuali Muzikos asociacijos metų apdovanojimai.

## Video musicale
Il video musicale, diretto da Mija Kembrė, è stato reso disponibile in concomitanza con l'uscita del brano attraverso il canale YouTube dell'etichetta.

## Tracce
Testi di Džesika Šyvokaitė e Linas Strockis, musiche di Linas Strockis.
1. Dėl tavęs – 2:54

## Formazione
- Jessica Shy – voce
- Linas Strockis – produzione
- Karolis Labanauskas – mastering, missaggio

## Classifiche

### Classifiche settimanali
| Classifica (2023) | Posizione massima |
| ----------------- | ----------------- |
| Lituania          | 1                 |

### Classifiche di fine anno
| Classifica (2023) | Posizione |
| ----------------- | --------- |
| Lituania          | 3         |